# Werner Kaegi (geschiedkundige)
Werner Kaegi (Oetwil am See, 22 februari 1901 – Bazel, 15 juni 1979) was een Zwitsers geschiedkundige. Zijn boeken werden in meerdere talen uitgebracht. Tot zijn belangrijkste werk behoort zijn omvangrijke biografie over de Zwitserse cultuurhistoricus Jacob Burckhardt en vertaalde werken van de Nederlandse cultuurhistoricus Johan Huizinga.

## Levensloop
Kaegi bezocht het literair gymnasium in Zürich en studeerde daarna aan de universiteit Zürich, de Universiteit Leipzig en vervolgens van 1919 tot 1924 geschiedenis, kunstgeschiedenis en Italiaanse literatuur aan de universiteit van Florence. In 1924 behaalde hij in Leipzig zijn doctoraat met het proefschrift Hutten und Erasmus. Ihre Freundschaft und ihr Streit.
Hij ging voor vervolgstudie naar Parijs en Bazel en habiliteerde in 1933 aan de universiteit van Bazel. Van 1935 tot 1971 was hij hoogleraar aan deze universiteit voor Mittlere und Neuere Geschichte.
Kaegi onderzocht vooral geestesgeschiedenis en ideeëngeschiedenis. Bijzonder noemenswaardig op dit gebied is zijn uitgebreide biografie over Jacob Burckhardt. Verder vertaalde hij werken van de Nederlandse cultuurhistoricus Johan Huizinga in het Duits en schreef hij ook in 1969 nog een werk over Desiderius Erasmus.
Sinds 1935 was hij getrouwd met de arts, mystica en schrijfster Adrienne von Speyr, de weduwe van zijn ambtsvoorganger Emil Dürr.
In 1954 werd Kaegi onderscheiden met de Zwitserse Gottfried-Keller-Preis, in 1971 met de Jacob-Burckhardt-Preis van de universiteit van Bazel en in 1977 met de Nederlandse Erasmusprijs. In 1972 ontving Kaegi een eredoctoraat van de Universiteit Leiden. Zijn nalatenschap wordt beheerd door de Paul-Sacher-Stiftung in Bazel.